# Mamestra aliena
Mamestra aliena là một loài bướm đêm trong họ Noctuidae.